# Bordano
Bordano (friuli nyelven Bordan) település Olaszországban, Friuli-Venezia Giulia régióban, Udine megyében. Lakosainak száma 705 fő (2023. január 1.). Bordano Cavazzo Carnico, Gemona del Friuli, Trasaghis és Venzone községekkel határos.

## Népesség
A település népességének változása:
| Lakosok száma | 796  | 740  | 736  | 705  |
|               | 2008 | 2017 | 2018 | 2023 |